# Marlina Flassy
Marlina Flassy (ur. 15 marca 1968 w Teminabuan) – indonezyjska antropolog pochodzenia papuaskiego.

## Życiorys
W 1995 r. otrzymała licencjat z antropologii na Universitas Cenderawasih, a w 2002 r. uzyskała magisterium na Universitas Gadjah Mada. Doktorat z etnologii zdobyła w 2015 r. na Uniwersytecie w Getyndze, na podstawie rozprawy pt. Local Knowledge, Disease and Healing in a Papua Community.
W 2021 r. objęła funkcję dziekana Wydziału Nauk Społecznych i Politycznych Universitas Cenderawasih.
W swojej działalności naukowej zajmuje się etnografią społeczności etnicznych indonezyjskiej Nowej Gwinei (Mooi, Ansus, Maybrat, Napan-Wainami) oraz problematyką praw kobiet i dzieci. Redaguje czasopismo „Cenderawasih: Jurnal Antropologi Papua”.
Za swoją działalność naukową była honorowana nagrodami indonezyjskiego Ministerstwa Badań Naukowych i Technologii (Kementerian Riset dan Teknologi Republik Indonesia).

## Wybrane publikacje
- Sapioper, H., Flassy, M., & Ilham, I. (30 kwietnia 2021). Kualitas Pelayanan Sertifikat Tanah Hak Milik di Kantor Pertanahan Kabupaten Jayapura. „Jurnal Borneo Administrator”, 17(1), 89-110.[6]
- Flassy, Marlina. Membangun Jati Diri Suku Tehit Kabupaten Sorong Selatan Papua Barat. „CENDERAWASIH: Jurnal Antropologi Papua” 1.1 (2020): 1-7.[7]
- Flassy, Marlina. Deficit of Woman Human Right in Papua Province. „Humanities and Social Science Research” 2.2 (2019).
- Greifeld, Katarina, D. W. J. H. van Oosterhout, Marlina Flassy. Women and Child Health and Malaria in Papua (Keerom and Merauke). A Qualitative Study (KAP). „Bulletin of Health Studies” 34.2 (2006): 46-46.
- FLASSY, Marlina. Perubahan sistem perkawinan pada suku bangsa Meybrat di Sorong tanah Papua dalam perspektif gender. Praca magisterska. Universitas Gadjah Mada, 2002.[8]